# Saison 2013 du Fighting Irish de Notre Dame
Chronologie
Précédent Suivant
La saison 2013 du Fighting Irish de Notre Dame est le bilan de l'équipe de football américain du Fighting Irish de Notre Dame qui représente l'Université de Notre-Dame-du-Lac dans le Championnat NCAA de football américain 2013 du FBS organisé par la NCAA et ce en tant qu'équipe indépendante.
Elle joue ses matchs à domicile au Notre Dame Stadium et est dirigée pour la 4e saison consécutive par l'entraîneur Brian Kelly.

## L'avant-saison

### Saison 2012
L'équipe de 2012 termine la saison régulière avec un bilan de 12 victoires sans défaite. Elle est qualifiée pour la finale nationale (BCS National Championship Game) qu'elle perd contre le Crimson Tide de l'Alabama sur le score de 42 à 14.

### Draft 2013 de la NFL
Les joueurs suivants de Notre Dame ont été sélectionnés lors de la draft 2013 de la NFL :
| Tours | Choix numéro | Joueurs            | Postes        | Équipes            |
| ----- | ------------ | ------------------ | ------------- | ------------------ |
| 1     | 21           | Tyler Eifert       | Tight End     | Cincinnati Bengals |
| 2     | 38           | Manti Te'o         | Linebacker    | San Diego Chargers |
| 6     | 175          | Jamoris Slaughter  | Safety        | Ceveand Browns     |
| 6     | 199          | Theo Riddick       | Running Back  | Detroit Lions      |
| 6     | 200          | Kapron Lewis-Moore | Defensive End | Baltimore Ravens   |
| 7     | 244          | Zeke Motta         | Safety        | Atlanta Falcons    |

### Transferts sortants
Le 8 mars 2013, après n'avoir passé qu'une seule saison au sein du programme, le quarterback réserviste Gunner Kiel annonce qu'il quittera l'université.
Le sophomore WR Davonte Neal quitte l'équipe fin mars désireux de retourner vivre plus près de chez lui.
Le jour suivant, le WR sophomore Justin Ferguson annonce également qu'il sera transféré, ce qui est confirmé en conférence de presse par l'entraîneur Brian Kelly.
Le 28 mai 2013, à la suite d'une violation des règlements de l'académie, QB Everett Golson est retiré de l'équipe et suspendu de l'école pendant tout le semestre d'automne .
Le safety Chris Badger quitte également Notre Dame pour l'équipe de BYU située à Provo (Utah). Selon les règles en vigueur au sein de la NCAA, il n'aurait normalement pas pu jouer tout de suite. Il demandera cependant que cette règle ne lui soit pas appliquée car les raisons de son transfert ne sont pas en relation avec le football américain (il invoque des problèmes de santé au sein de sa famille, sa mère étant trop gravement malade pour pouvoir venir le voir jouer jusque Notre Dame).

### Transfert entrants
Alex Wulfeck, punter de Demon Deacons de Wake Forest annonce qu'il sera transféré à Notre Dame en mai 2013 dès qu'il aura obtenu son graduat. Il y sera inscrit dans un programme d'études supérieures tout en épuisant sa dernière saison d'éligibilité.

### Changements d'entraîneurs
Il n'y a pas eu de changement au sein du groupe des entraîneurs après la saison 2012.

### Classe de recrutement
Brian Kelly reçoit 24 engagements incluant quatre joueurs cinq-étoiles : l'outside linebacker Jaylon Smith, le defensive tackle Eddie Vanderdoes, le running back Greg Bryant et le defensive back Max Redfield.
Eddie Vanderdoes quittera néanmoins le programme pour aller jouer à UCLA, motivant ce départ pour des motifs de santé au sein de sa famille nécessitant qu'il se rapproche d'elle.

## L'Ėquipe
Après l'excellente saison 2012 qui conduisit le Fighting Irish à la finale nationale (BCS National Championship Game), les attentes pour l'année 2013 sont sensiblement revues à la baisse à la suite de divers départs de joueurs assez importants.
Tactiques utilisées : 
- Défense : 4-3 Multiple
- Attaque : Spread Offense

Capitaines d'équipe :
- Zach Martin
- Bennett Jackson
- T.J. Jones

Classements en fin de saison 2013 (Bowl compris) :
- AP : 24e
- Coaches : 20e

Bilan en fin de saison :
- Victoires : 8
- Défaites : 4
- Nuls : 0
- Éligible pour un bowl : oui, invité à jouer le Pinstripe Bowl (victoire 29-16 contre Rutgers)

### Le Staff
| Noms           | Postes                                                                        | Ancienneté à Notre Dame | Alma Mater (Année)        |
| -------------- | ----------------------------------------------------------------------------- | ----------------------- | ------------------------- |
| Brian Kelly    | Entraîneur principal                                                          | 4e                      | Assumption (1982)         |
| Chuck Martin   | Entraîneur Offensif et des Quaterbacks                                        | 4e                      | Millikin (1990)           |
| Bob Diaco      | Coordinateur défensif, des Linebackers et assistant de l'entraîneur principal | 4e                      | Iowa (1995)               |
| Kerry Cooks    | Co-Coordinateur défensif et des Cornerbacks                                   | 4e                      | Iowa (2000)               |
| Harry Hiestand | Coordinateur de la ligne offensive et du Run Game                             | 2e                      | East Stroudsburg (1983)   |
| Mike Denbrock  | Coordinateur des Outside Wide Receiver et du Passing Game                     | 4e                      | Grand Valley State (1987) |
| Scott Booker   | Coordinateur des Tight Ends et des Équipes Spéciales                          | 2e                      | Kent State (2003)         |
| Tony Alford    | Coordinateur des Running Back, Slot Wide Receiver et du recrutement           | 5e                      | Colorado State (1992)     |
| Mike Elston    | Entraîneur de la Defensive Line                                               | 2e                      | Michigan (1976)           |
| Bob Elliott    | Entraîneur des Safeties                                                       | 4e                      | Iowa (1981)               |
| Paul Longo     | Directeur du conditionnement physique                                         | 5e                      | Wayne State (1981)        |

## Les résultats
| Saison Régulière 2013                                                                      |              |                                                              |                                  |           |              |                    |             |
| Semaines                                                                                   | Dates        | Stades                                                       | Adversaires                      | Résultats | Statistiques | Ranking AP/Coaches | Assistances |
| 1                                                                                          | 31 août      | Notre Dame Stadium                                           | Owls de Temple                   | G 28-06   | 1–0          | # 14/11            | 80.795      |
| 2                                                                                          | 7 septembre  | Michigan Stadium Ann Arbor, Michigan (Rivalité)              | @ # 17 Michigan                  | P 30-41   | 1-1          | # 14/13            | 115.109     |
| 3                                                                                          | 14 septembre | Ross–Ade Stadium West Lafayette, Indiana (Shillelagh Trophy) | @ Purdue                         | G 31-24   | 2-1          | # 21/21            | 61.127      |
| 4                                                                                          | 21 septembre | Notre Dame Stadium (Megaphone Trophy)                        | # 24 Spartans de Michigan State  | G 17-13   | 3-1          | # 22/21            | 80.795      |
| 5                                                                                          | 28 septembre | Notre Dame Stadium                                           | #12 Sooners de l'Oklahoma        | P 21-35   | 3-2          | # 22/22            | 80.795      |
| 6                                                                                          | 5 octobre    | AT&T Stadium Arlington, Texas (Shamrock Series)              | @ #24 Sun Devils d'Arizona State | G 37-34   | 4-2          | NC                 | 66.690      |
| 7                                                                                          | 12 octobre   | Bye Week                                                     | Bye Week                         | Bye Week  | Bye Week     | Bye Week           | Bye Week    |
| 8                                                                                          | 19 octobre   | Notre Dame Stadium                                           | Trojans d'USC                    | G 14-10   | 5-2          | NC                 | 80.795      |
| 9                                                                                          | 26 octobre   | Falcon Stadium Colorado Springs, Colorado (Rivalité)         | @ Falcons d'Air Force            | G 45-10   | 6-2          | NC                 | 44.672      |
| 10                                                                                         | 2 novembre   | Notre Dame Stadium                                           | Midshipmen de la Navy            | G 38-34   | 7-2          | NC/# 25            | 80.795      |
| 11                                                                                         | 9 novembre   | Heinz Field Pittsburgh, Pennsylvanie (Rivalité)              | @ Panthers de Pittsburgh         | P 21-28   | 7-3          | # 24/25            | 65.500      |
| 12                                                                                         | 16 novembre  | Bye Week                                                     | Bye Week                         | Bye Week  | Bye Week     | Bye Week           | Bye Week    |
| 13                                                                                         | 23 novembre  | Notre Dame Stadium                                           | Cougars de BYU                   | G 23-13   | 8-3          | NC                 | 80.795      |
| 14                                                                                         | 30 novembre  | Stanford Stadium Stanford, Californie (Legends Trophy)       | @ # 8 Cardinal de Stanford       | P 20-27   | 8-4          | # 25/NC            | 50.537      |
| # x indique les ranking AP (Associated Press)/Coaches de l'équipe avant le début du match. |              |                                                              |                                  |           |              |                    |             |
| Après-saison régulière                                                                     |              |                                                              |                                  |           |              |                    |             |
| Match                                                                                      | Date         | Stade                                                        | Adversaire                       | Résultat  | Statistique  | Ranking AP/Coaches | Assistance  |
| Pinstripe Bowl                                                                             | 28 décembre  | Yankee Stadium • The Bronx, New York                         | Scarlet Knights de Rutgers       | G 29-16   | 8-5          | # 20/24            | 47.122      |
| Bilan de la saison : 9 victoires, 4 défaites                                               |              |                                                              |                                  |           |              |                    |             |

## Classement final desIndépendants
| Classement 2013 des INDEPENDANTS |                              |   |    |   |         |               |
| Places                           | Équipes                      | G | P  | N | Bowls   | Stat. Finales |
| 1                                | Fighting Irish de Notre Dame | 8 | 4  | 0 | G 29-16 | 9-4           |
| 2                                | Midshipmen de la Navy        | 8 | 4  | 0 | G 24-06 | 9-4           |
| 3                                | Cougars de BYU               | 8 | 4  | 0 | P 16-31 | 8-5           |
| 4                                | Black Knights de l'Army      | 3 | 9  | 0 | -       | 3-9           |
| 4                                | Aggies de New Mexico State   | 2 | 10 | 0 | -       | 2-10          |
| 4                                | Vandals de l'Idaho           | 1 | 11 | 0 | -       | 1-11          |

## Résumés des matchs
| - Date : 13 octobre 2013 |

| - Date : 16 novembre 2013 |

## New Era Pinstripe Bowl 2013
À l'issue de la saison régulière 2013, le Fighting Irish est éligible pour disputer un bowl et accepte l'invitation à rencontrer, le 28 décembre 2013, lors du quatrième New Era Pinstripe Bowl, l'équipe issue de l'American Athletic Conference, les Scarlet Knights de Rutgers. Ces derniers jouent pratiquement à domicile (équipe basée dans le New Jersey à New Brunswick), le bowl se déroulant au Yankee Stadium de New York dans l'arrondissement du Bronx.
Le match débute à midi et est retransmis par ESPN. Le sponsor principal est la société New Era Cap Company qui donne son nom à l'évènement.
Notre Dame affiche au terme de la saison régulière 8 victoires pour 4 défaites et les Rutgers, 6 victoires et autant de défaites. Notre Dame est donnée favorite à 15,5 contre 1.
L' offensive tackle de Notre Dame, Zach Martin, est désigné MVP du match.
Kicker, Kyle Brindza, avec 5 field goal réussis sur le match, établit un nouveau record pour le Pinstripe Bowl.
Il s'agit du dernier match des Rutgers comme membre de l'American Athletic Conference, l'équipe rejoinant en 2014 la Big Ten Conference.

## Rankings 2013
| 2013 | Semaines | Semaines | Semaines | Semaines | Semaines | Semaines | Semaines | Semaines | Semaines | Semaines | Semaines | Semaines | Semaines | Semaines | Semaines | Semaines | Semaines |
| Polls | 1        | 2        | 3        | 4        | 5        | 6        | 7        | 8        | 9        | 10       | 11       | 12       | 13       | 14       | Bowl     | Final*   |          |
| AP | # 14     | # 14     | # 21     | # 22     | # 22     | NC       | NC       | NC       | NC       | NC       | # 24     | NC       | NC       | # 25     | # 25     | # 20*    |          |
| Coaches | # 11     | # 13     | # 21     | # 21     | # 22     | NC       | NC       | NC       | NC       | # 25     | # 25     | NC       | NC       | NC       | NC       | # 24*    |          |
| Harris | NE       | NE       | NE       | NE       | NE       | NE       | NE       | NC       | NC       | NC       | # 25     | NC       | NC       | # 25     | NC       | NE*      |          |
| BCS | NE       | NE       | NE       | NE       | NE       | NE       | NE       | NE       | NC       | # 25     | # 23     | NC       | NC       | # 25     | NC       | NE*      |          |
| --- | -------- | -------- | -------- | -------- | -------- | -------- | -------- | -------- | -------- | -------- | -------- | -------- | -------- | -------- | -------- | -------- | -------- |
| NE signifie que le classement n'a pas été édité à ce moment de la saison - NC signifie que l'équipe est non classée dans le top 25 - # indique le ranking de l'équipe AVANT le début du match - * ranking final APRES le Bowl d'après-saison régulière |          |          |          |          |          |          |          |          |          |          |          |          |          |          |          |          |          |